# Teatro Municipal do Porto
O Teatro Municipal do Porto (TMP), através dos seus dois polos — Teatro Rivoli e Teatro Campo Alegre —, apresenta uma programação multidisciplinar, aberta a um vasto leque de latitudes e de públicos, concretizando a estratégia definida pelo Pelouro da Cultura do Município do Porto, desde a sua reabertura em setembro de 2014, sob a direção artística de Tiago Guedes.
Com a missão de coproduzir, apresentar e apoiar a comunidade artística local, nacional e internacional, o TMP pretende, acima de tudo, consolidar-se como plataforma para o desenvolvimento de relações efetivas e de práticas criativas sustentadas, numa constante triangulação entre artistas, públicos e o lugar da instituição. 
Juntamente com o Festival Dias da Dança e o CAMPUS Paulo Cunha e Silva, o TMP integra a Direção de Artes Performativas da Cultura e Desporto do Porto. Atualmente, tem a direção artística de Drew Klein e a direção executiva de Francisco Malheiro . 

## Teatro Rivoli
O Teatro Rivoli é, desde 2014, juntamente com o Teatro Campo Alegre, um dos polos do Teatro Municipal do Porto (TMP). 
Em termos de salas de apresentação, dispõe de dois auditórios: o Grande Auditório Manoel de Oliveira, com 727 lugares, e o Auditório Isabel Alves Costa, com 156 lugares, para além de outros espaços de trabalho e de apresentação mais esporádica.  
O atual edifício foi inaugurado em 1932, pelas mãos do empresário Manuel José Pires Fernandes, tendo sido reestruturado a partir da edificação do antigo Teatro Nacional (1913-1928) e remodelado para adaptação ao cinema e à programação de ópera, dança, teatro e música. O projeto arquitetónico original é da responsabilidade do arquiteto e engenheiro Júlio José de Brito.   
As décadas de 1970 e 1980 marcaram um período de degradação financeira, no qual o Rivoli se transformou num equipamento obsoleto, sem programação regular nem públicos.
Em 1994, o teatro fechou para uma nova remodelação, com projeto do arquiteto Pedro Ramalho, reabrindo em 1997, sob a direção de Isabel Alves Costa (que se manteve à frente do teatro até 2006). A área existente de 6.000 m² foi ampliada para mais de 11.000m². A tutela deste novo teatro municipal pertencia à extinta empresa municipal, Culturporto, dirigida por Júlio Moreira. 
De 2007 a 2011, o teatro foi gerido por Filipe La Féria, por cedência da Câmara Municipal do Porto, presidida por Rui Rio. 
Em 2014, a Câmara Municipal do Porto, sob a presidência de Rui Moreira e com Paulo Cunha e Silva como vereador da cultura, assume novamente a gestão do Teatro Rivoli, integrando ainda o Teatro Campo Alegre, nos moldes atuais de funcionamento, enquanto Teatro Municipal do Porto (TMP). 
Entre setembro e dezembro de 2014, é apresentado no Rivoli o programa “O Rivoli Já Dança!”, que marca o início do projeto artístico, dirigido por Tiago Guedes, que se mantém no cargo até 2022. 
Entre 2022 e 2024, a direção artística do TMP é assumida por Cristina Planas Leitão e Drew Klein num modelo de codireção. 
Em 2024, o TMP cumpre dez anos de atividade de programação regular com especial enfoque na dança. Atualmente, tem a direção artística de Drew Klein e a direção executiva de Francisco Malheiro, após a saída de Cristina Planas Leitão. 
De destacar ainda, a publicação “Cadernos do Rivoli”, lançada em 2002, sob a direção artística de Isabel Alves Costa. Interrompida em 2004, a publicação foi retomada em 2017, já durante a direção artística de Tiago Guedes. O décimo e mais recente volume, “História(s) da Dança/History(ies) of Dance” foi lançado em 2023.  

## Teatro Campo Alegre
O Teatro Campo Alegre foi projetado pelo arquiteto Rogério Cavaca e após a sua construção, em 2000, passou a ser gerido pela, agora extinta, Fundação Ciência e Desenvolvimento.
Em outubro de 2012, a Assembleia Municipal do Porto aprovou a extinção da Fundação Ciência e Desenvolvimento, e o Teatro Campo Alegre foi, então, integrado na Câmara Municipal do Porto, um dos elementos fundadores da extinta fundação, com a Universidade do Porto, e financiador do equipamento ao longo dos anos. 
A companhia residente do Teatro Campo Alegre foi, de 2000 a 2013, a Seiva Trupe - Teatro Vivo.
O Teatro Campo Alegre acolhe várias estruturas da cidade do Porto, entre as quais a Centro Coreográfico, desenvolvendo, diariamente, atividades relacionadas com a dança. Com o TMP, esta entidade coproduz o programa Palcos Instáveis.

## CAMPUS Paulo Cunha e Silva
O CAMPUS Paulo Cunha e Silva (CAMPUS PCS), situado no centro da cidade do Porto, é um espaço de pesquisa, investigação e prática para as artes performativas, questionando formatos artísticos e modos de produção, com especial enfoque na comunidade artística local.   
Ocupando a antiga Escola EB José Gomes Ferreira, foi inaugurado a 9 de junho de 2021, por ser a data de nascimento de Paulo Cunha e Silva, que dá o nome ao espaço. O CAMPUS PCS integra a Direção de Artes Performativas da Ágora - Cultura e Desporto do Porto, juntamente com o Teatro Municipal do Porto (TMP) e DDD – Festival Dias da Dança. 
Artistas locais podem ter acesso gratuito aos estúdios através de uma plataforma de reservas online, permitindo-lhes um espaço de experimentação.
Em cada temporada, são lançadas open calls para os programas de residências artísticas e técnicas, bem como para o programa Reclamar Tempo, que pretende promover tempo e espaço para investigação e desenvolvimento de discurso artístico.